# بيتر كونورز
بيتر كونورز (بالإنجليزية: Peter Joseph Connors)‏ هو كاهن كاثوليكي أسترالي، ولد في 6 مارس 1937 في ملبورن في أستراليا.